# Ретезат
Национални парк Ретезат (рум. Parcul Național Retezat) се налази у Румунији, тачније у јужним Карпатима. Представља један од највећих планинских масива у Румунији. Највиши врх је Пелеага са надморском висином од 2509 метара. Значење речи Ретезат на румунском језику значи „одсечен”. Фондација 7 светских чуда је предложио Ретезат за ново чудо света. Ову планину зову још и „земљом плавих очију”.

## Географија
Планина Ретезат је позната као Трансилванијски Алпи и прва је планина која је проглашена за национални парк у овој земљи. Покрива скоро 500 квадратних километара. Једна четвртина планине је виша од 1.800 m надморске висине. Област Ретезат планине је углавном од гранита и ледника. Овај национални парк је богат језерима и водопадима. Броји преко 80 језера од којих је највеће Букура. Језера на овом масиву обухватају скоро половину свих ледничких језера у Румунији.
| Језеро            | Дубина језера (m) | Надморска висина (m) |
| ----------------- | ----------------- | -------------------- |
| Букура            | 15.7              | 2.041                |
| Ана               | 11                | 1.990                |
| Лиа               | 4.3               | 1.910                |
| Заноага           | 29                | 1.997                |
| Негру             | 24.8              | 2.036                |
| Геменеле          | 5.3               | 1.920                |
| Заноага Мика      | 12.4              | 1.900                |
| Пелеага           | 4.2               | 2.122                |
| Таул Кустура Маре | 9                 | 2.226                |

Што се тиче врхова на планини Ретезат, постоје више од 55 врха са надморском висином од преко 2.000 m. Због ерозије од мраза, виша подручја планине су врло нестабилна.
| Врх     | Надморска висина (m) | Фотографија |
| ------- | -------------------- | ----------- |
| Пелеага | 2.509                |             |
| Папуса  | 2.508                |             |
| Ретезат | 2.482                |             |
| Маре    | 2.463                |             |
| Кустура | 2.457                |             |
| Букура  | 2.433                |             |

Национални парк Ретезат обилује и прекрасним водопадима од којих су најлепши Станисоара, Лолаиа

## Биљни свет
Биљни свет је веома богат и све врсте биљака су заштићене законом УНЕСКО-а. Укупно једна трећина флоре Румуније је на овој планини. Око 100-ак врста су ендемичне. На Ретезату највише има линцуре, жуте линцуре, маслачка, љиљана укључујући још око 1.000 врста биљака. Што се тиче шумских предела на овој планини, најспецифичнији су планински бор, швајцарски бор, као и патуљасти бор који се налазе на каменитијим подручјима.

## Животињски свет
На Ретезату живи око 185 врста птица од којих су неке ендемичне. Од тог броја, 122 врсте се редовно гнезде у овом пределу и зато он припада Мрежи значајних птичјих подручја. Неке од тих врста су црна рода, сури орао, сиви соко, тетреб, орао змијар, златни орао, дрозд. Животиње сисари којима је дом Ретезат су у мањем броју у односу на птице. Има око 55 врста сисара. Ту спадају сиви вук, мрки медвед, алпски мрмот, дивокоза, рис. Бескичмењаци који се често налазе овде су жаба, даждевњак, пролетњаци и неколико ендемских врста лептира .

## Приступ
Најбржи приступ планини је из градова Лупени, Урикани, Хацег, Петрошани, ако се долази из правца источне или северне стране.